# Hirzlei
Hirzlei ist ein Dorf nahe der Mosel und ein Ortsbezirk von Brauneberg im rheinland-pfälzischen Landkreis Bernkastel-Wittlich.

## Geographie
Die Hirzlei liegt etwa fünf Kilometer südlich von Brauneberg im Tal des Frohnbachs.
Die nächsten Nachbarorte sind im Nordosten das etwa einen Kilometer entfernte Burgen, im Osten Gornhausen und im Nordwesten Wintrich. 

## Geschichte
Die Hirzlei wird erstmals 1764 erwähnt. Um die Kölschen-, Hampels- und Denzer-Mühle entstand das in obere, mittlere und untere Hirzlei gegliederte Dorf auf dem zu Kurtrier gehörenden Gebiet von Wintrich-Filzen an der Grenze zur Grafschaft Veldenz.
Das Linke Rheinufer wurde 1794 im ersten Koalitionskrieg von französischen Revolutionstruppen besetzt. Von 1798 bis 1814 war die Hirzlei ein Teil der Französischen Republik (bis 1804) und anschließend des Napoleonischen Kaiserreichs, zugehörig dem Saardepartement. Auf dem Wiener Kongress (1815) kam die Region an das Königreich Preußen, die Ansiedlung wurde 1816 dem Regierungsbezirk Trier zugeordnet.
Nach dem Ersten Weltkrieg gehörte das Gebiet zum französischen Teil der Alliierten Rheinlandbesetzung. Nach dem Zweiten Weltkrieg wurde die Hirzlei innerhalb der französischen Besatzungszone Teil des damals neu gebildeten Landes Rheinland-Pfalz.
Das im frühen 20. Jahrhundert errichtete Schulgebäude des Dorfes, das später als Feuerwehrhaus diente, wurde 1955 mit privater Unterstützung in eine Kapelle umgebaut. Am 1. Mai 1956 konnte das erste Patronatsfesthochamt in „St. Josef“ zelebriert werden. In der Kapelle findet monatlich ein Gottesdienst statt.
Durch die Hirzlei verläuft die Gemarkungsgrenze zwischen Brauneberg (Gemarkung Filzen) und Burgen. Der kleinere Teil der Ortschaft mit etwa 20 Einwohnern gehört zu Burgen, der größere mit etwa 60 Einwohnern zu Brauneberg. Ausgelöst durch eine Unterschriftenaktion der Burgen zugeordneten Hirzleier Bürger wurde 2018 eine Debatte über eine Gebietsänderung geführt.
Mit Wirkung ab 1. September 2024 wurde durch eine Allgemeinverfügung der Verbandsgemeinde Bernkastel-Kues abgestimmte Beschlüsse der Ortsgemeinderäte Brauneberg und Burgen vollzogen, die mit dem Ziel einer Vereinheitlichung und einer durchgängigen Systematik eine Änderung der Postleitzahl von 54470 auf 54472, die Umbenennung des Straßennamens (statt „Ortsstraße“ und „Hirzlei“ einheitlich „In der Hirzlei“) und die Neuzuweisung von Hausnummern in den beiden Ortsteilen von Hirzlei beinhalten.

## Politik
Der zu Brauneberg gehörende größere Teil der Hirzlei ist gemäß Hauptsatzung der einzige Ortsbezirk dieser Ortsgemeinde. Er wird politisch von einem Ortsvorsteher vertreten, während auf die Bildung eines Ortsbeirats verzichtet wurde.
Anita Reichert-Klemm wurde 2015 Ortsvorsteherin von Hirzlei. Bei der Direktwahlen am 26. Mai 2019 wurde sie mit einem Stimmenanteil von 78,13 % und am 9. Juni 2024 als einzige Bewerberin mit 86,67 % jeweils für weitere fünf Jahre in ihrem Amt bestätigt.
Reicherts-Klemms Vorgänger Ewald Adam hatte das Amt des Ortsvorstehers bis 2014 insgesamt 35 Jahre ausgeübt.

## Kultur und Sehenswürdigkeiten
Die Hirzleier Kirmes findet seit dem ersten „Patronatsfest St. Josef“ jährlich am 1. Mai statt.
In der Gewann Aufm Wald südöstlich von Hirzlei sind drei Felsen als Naturdenkmale ausgewiesen.

## Wirtschaft und Infrastruktur
Hirzlei wird von der Kreisstraße 87 in Form einer Stichstraße an Burgen angebunden. Von dort verläuft die K 87 weiter nach Brauneberg, eine direkte Straße zwischen den beiden Teilen der Ortsgemeinde besteht nicht.